# 近江源五郎
近江 源五郎（おうみ げんごろう、本名：橋本幸男、1926年12月12日 - 2010年12月7日）は、江州音頭音頭取り。浪曲師。
滋賀県近江八幡市の出身。初代桜川梅勇の長男。子供の頃から江州音頭の櫓に上がっていたが、滋賀県立八幡商業高等学校卒業後に浪曲の初代日吉川秋斎の門下になり1943年に浪曲で初舞台。
その後三味線、太鼓、ギター等の楽器を使って江州音頭に節に浪曲を語るという、江州音頭浪曲ショウ『近江源五郎ショウ』を弟子や仲間を連れて始める。一時大阪の劇場・寄席などで人気を博す。高齢になってからは地元で櫓の世界に戻り「近江会」を組織し後進の指導に力を注いだ。
LPレコード『浪花一代男』をテイチクからリリースしている。
近江源氏丸という浪曲師がいるが師弟関係はない。

## 『近江源五郎ショウ』時代のメンバー
- 近江千賀子 - 源五郎の妻で太鼓担当。
- 近江源二郎 - 太鼓担当。
- 近江二三夫 - 太鼓担当。
- 近江美代子 - 三味線担当。
- 近江登志子 - 三味線担当。
- 巴笑子 - 浪曲の初代巴うの子門下で三味線担当。
- 中島のりと（後の三門伸） - ギター担当。

ほか多数